# Důl O. F. Zasjaďka
Důl O. F. Zasjaďka (ukrajinsky шахта імені О. Ф. Засядька, šachta imeni O. F. Zasjaďka, rusky шахта имени А. Ф. Засядько, šachta imeni A. F. Zasjaďko) je hlubinný důl na uhlí nacházející se v Doněcku v Doněcké uhelné pánvi na Ukrajině. Důl se nachází severně od centra města nedaleko doněckého mezinárodního letiště. Důl je v provozu od roku 1958 a byl pojmenován k poctě Oleksandra Fedorovyče Zasjaďka, ministra uhelného průmyslu SSSR v letech 1949 až 1955. V době zahájení provozu byla plánována roční těžba 1,2 miliónů tun uhlí. V roce 2011, kdy zde pracovalo 7 548 lidí, bylo vytěženo celkem 2,031 miliónů tun uhlí. Černé uhlí z Doněcka je zpracováváno v ukrajinských koksovnách, jen zhruba 3% vytěženého objemu jsou exportována. Maximální hloubka dolu je 1304 metrů.

## Vlastnictví dolu
Důl byl v roce 1992 privatizován. Vlastníkem dolu se stal ukrajinský politik za Opoziční blok (dříve za Stranu regionů, předtím za Komunistickou stranu Sovětského svazu) Juchym Leonidovyč Zvjahilskyj, který zde pracoval jako ředitel už od roku 1979.

## Důlní neštěstí
Důl O. F. Zasjaďka v Doněcku je považován za jeden z nejnebezpečnějších dolů nejen na Ukrajině, ale i ve světě.

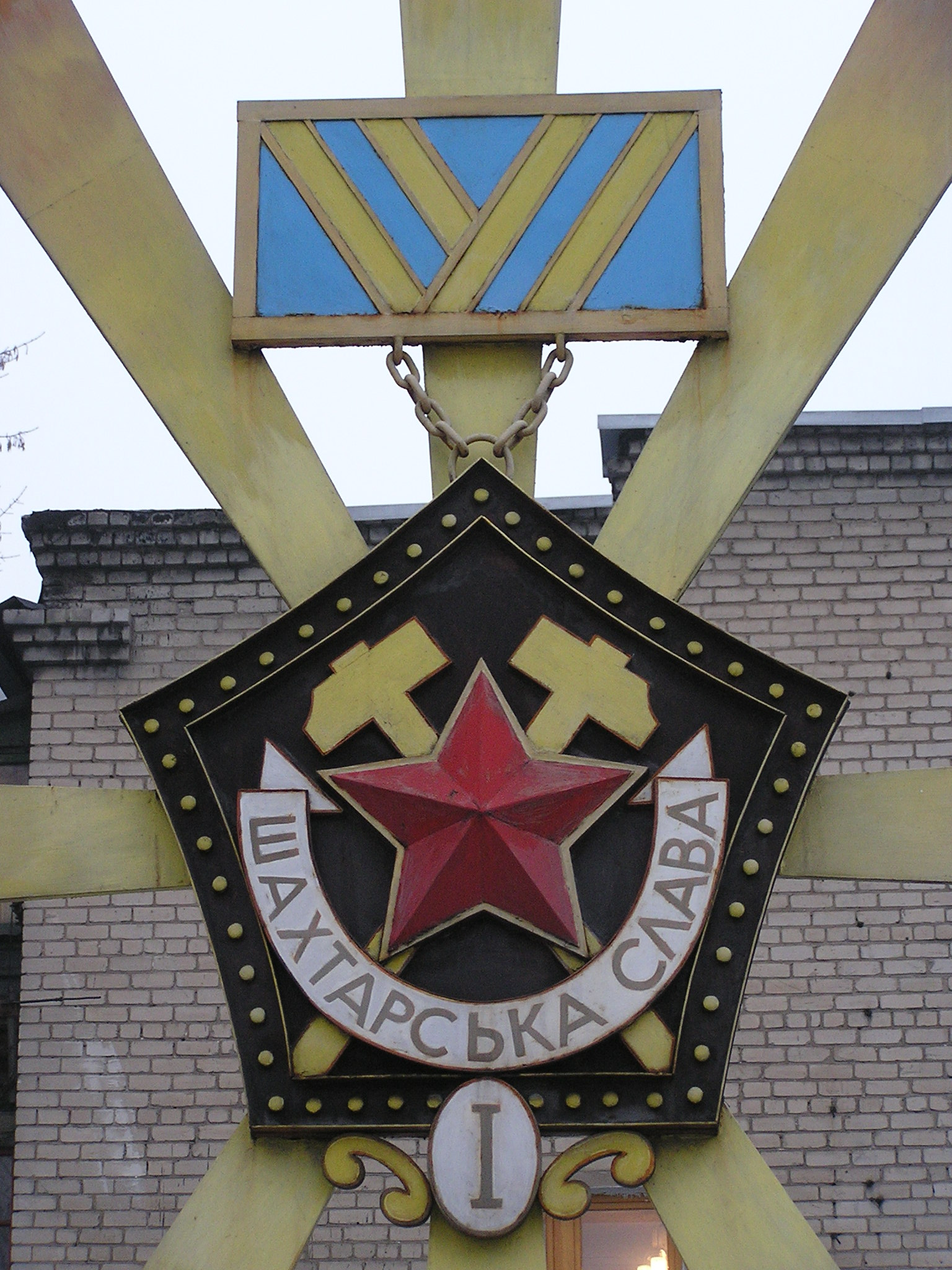
Emblém dolu O. F. Zasjaďka

Pro značnou přítomnost metanu má důl problémy s bezpečností a došlo zde k řadě důlních neštěstí. Při největším z nich zde 18. listopadu 2007 v hloubce 1078 zahynulo 101 horníků a desítky dalších byly zraněny. V dalších dnech zde došlo ještě ke dvěma menším výbuchům, takže v době od 18. listopadu do 2. prosince 2007 zde zahynulo celkem 106 lidí a 156 osob bylo zraněno. V březnu 2015 přišlo o život přes 30 lidí a desítky horníků byly uvězněny. Celkem v tomto dole od roku 1983 do roku 2015 došlo k 11 velkým neštěstím (převážně výbuchům) s tragickými následky.
Dne 31. ledna 2017, když v Doněcku zesílily boje mezi ukrajinskými silami a místními separatisty a důlní provozy byly ostřelovány, muselo být z podzemí evakuováno 92 horníků z celkového počtu 200 pracovníků dané směny, neboť nastal výpadek v dodávce elektrického proudu. K takovým situacím už v tomto dole došlo v předchozích letech několikrát.